# Payrignac
Payrignac är en kommun i departementet Lot i regionen Occitanien i södra Frankrike. Kommunen ligger i kantonen Gourdon som tillhör arrondissementet Gourdon. År 2022 hade Payrignac 654 invånare.

## Befolkningsutveckling
Antalet invånare i kommunen Payrignac
| Referens: INSEE |